# シッコウ!!〜犬と私と執行官〜
『シッコウ!!～犬と私と執行官～』（シッコウ いぬとわたしとしっこうかん）は、小川潤平の『執行官物語』を原案として、2023年7月4日から9月12日までテレビ朝日系「火曜9時枠の連続ドラマ」にて放送されたテレビドラマ。主演は伊藤沙莉。
強制執行によって財産、金品、不動産などを差し押さえたり、没収したりする「執行官」の仕事を描くリーガルエンターテインメント。

## キャスト

### 主要人物
吉野ひかり（よしの ひかり）
演 - 伊藤沙莉（幼少期：吉田萌果）
本作の主人公。執行補助者となる犬好きな女性。元信用組合の職員。
幼いころ父親が浮気で家出し、母子家庭で育ち、ボブという飼い犬を可愛がっていた。
執行補助者となり「法律を学び誰かの役に立ちたい」思いを強め、 執行官を志す。
1年後には執行官室の事務員となり、さらに最後では執行官の身分証明書をみせるシーンで物語は幕を閉じる。
小原樹（おばら いつき）
演 - 織田裕二
犬が苦手な就任1年目の新人執行官。元書記官。バツイチ。腰痛持ち。
「犬にものすごく好かれる」ひかりを執行補助者へと導く。
国家公務員だがその報酬は歩合制で、執行により債権回収した額で決まる。
法律を学びたいというひかりに「子ども六法」と「老子」の本をプレゼントする。
口癖は「ガッデム!」。執行完了後に「Case Closed」と言って手帳に書き込む。SNSのアイコンは自分の若かりし頃の顔。
栗橋祐介（くりはし ゆうすけ）
演 - 中島健人（Sexy Zone）
執行官室の頼れる事務員。元銀行員の司法浪人で、これまで司法試験に3度失敗している。
小原たちが執行に出かける際、「無事の落着を」と言って送り出し、鈴を鳴らす。
空き部屋となった「サニーハイツ青柳」201号室に第3話で引越し、ひかりの隣人となる。
長窪をひかりとの恋のライバルと見なしており、  第2話でひかりと親しげに会話する姿に嫉妬したり、第6話で手を握ってひかりを連れ出した彼に不快感を露わにする。
最終話で司法試験の予備試験に合格し、弁護士よりも執行官に安心して執行してもらえる公正で説得力のある裁判官になりたい夢を語り、裁判官になれた暁にはひかりに結婚を申し込むと言いかけたところで、長窪に「犬を飼うんだろ」と言われ、告白を邪魔される。
最終シーンで執行官室の様子を覗きにきたことから、司法試験に合格し、司法修習生となったことが示唆される。

### 執行官
東京地方裁判所 南目黒支部執行官室の職員。
間々田稔（ままだ みのる）
演 - 菅原大吉
執行官室の最年長の執行官。
渋川万亀夫（しぶかわ まきお）
演 - 渡辺いっけい
ベテラン執行官。
日野純二（ひの じゅんじ）
演 - 勝村政信
執行官室の室長。

### 執行補助者
長窪桂十郎（ながくぼ けいじゅうろう）
演 - 笠松将
運搬を担当する執行補助者。普段は運送会社で働く。
奈良井司（ならい つかさ）
演 - 皆藤空良
運搬担当の執行補助。長窪の部下。
砥沢譲吉（とざわ じょうきち）
演 - 六角精児
鍵あけを担当する執行補助者。解錠の技術者。自称LST（Lock Smith Tozawa）。
須賀川悟（すかがわ さとる）
演 - モロ師岡
中立な立場で執行官を監督する立会人。普段は喫茶店のマスター。

### ひかりの関係者
由比千尋（ゆい ちひろ）
演 - ファーストサマーウイカ
保護動物カフェ「わんわんステーション」の店長。犬の世話が上手なひかりを雇う。
震災ボランティアで飼い主がいなくなった犬や猫の新しい飼い主を探したことをきっかけに保護動物カフェを開業している。
三戸夏奈（みと なつな）
演 - 駒井蓮
動物病院の看護師。ひかりの親友。
鵜沼雪乃（うぬま ゆきの）
演 - 中川紅葉
ボランティアトリマー。「わんわんステーション」に出入りする。
青柳昌代（あおやぎ まさよ）
演 - 宮崎美子（第1話・第3話・第4話・第6話 - 最終話）
「サニーハイツ青柳」の大家。

### ワン!ダフルヘブン
ペットスパサロン & ホテル。WAN! derful Heaven。
上野原美鶴（うえのはら みつる）
演 - 板谷由夏（第1話・第4話・第5話・第7話・第8話回想）
社長。元カリスマトリマー。ひかりを秘書兼事務として雇う。
金融会社に借用金を返済しないことから、小原に動産を差し押さえられ、さらに他の債権者からも差し押さえ申し立てを起こされ、差押売却を前に夜逃げする。
その後、ペットとトリマーをマッチングさせるワンダフルマッチングというアプリで事業を起こし、動物の扱いのうまいひかりを雇おうとするが、ひかりが執行補助者の仕事に目覚めたことから辞退される。
次にひかりと会った時にはクラウドファンディングで夢のドッグホテル「ワンダフルヴィレッジ」開業への支援金を募る。千尋から動物を利用した金儲けと批判され対立するが、大量の犬の飼育放棄の疑いがある家に駆けつけ、千尋の動物保護に協力する。その後、動物保護に目覚め、保護犬ホテルの開業を目指すようになる。

### ゲスト

#### 第1話
二川研一（ふたがわ けんいち）
演 - 中村俊介
「サニーハイツ青柳」201号室の住人。アパレル関係の仕事を失業し、家賃滞納で退去命令の判決が下されている。
小原に家賃滞納分を差し押さえられ、1か月後までの明け渡しを命じられるも、追い出すはずがないと高をくくるが、執行により退去する。
退去後は岡山に転居し、親の農業を手伝いつつ、職業訓練をうける。
二川夢子（ふたがわ ゆめこ）〈43〉
演 - 鳥居みゆき
研一の妻。夫の失業で子供服のネット販売を始めるが、熾烈な競争の末に倒産させている。
二川悠馬（ふたがわ ゆうま）
演 - 三浦綺羅（幼少期：宮宇地怜央）
研一と夢子の息子。サッカー好きの少年。夫婦喧嘩の絶えない両親に心を痛める。
執行により両親と共に岡山に転居し、ひかりに退去時に世話になったお礼の手紙を送る。
中田
演 - 古河耕史（第5話・第7話・第8話）
ワン!ダフルヘブンの社員。トリマーが辞めたため、事務経理で雇われたひかりにペットの世話を丸投げする。
夜逃げした上野原についていき、彼女が起こした新事業ワンダフルマッチングでも上野原に仕える。
トリマー
演 - 富田玲奈、谷知恵
過酷な労働環境に退職願を提出し、ワン!ダフルヘブンのトリマーを辞める。
警察官
演 - 佐野泰臣
小原に勝手に部屋に入られたと夢子が連れてくるが、執行官による執行と知り、引き上げる。
管理事務所員
演 - 西口泰央
ワン!ダフルヘブンは先週夜逃げしたと小原に告げる。
浅水美佐男
演 - 津村知与支
青柳昌代の代理人弁護士。

#### 第2話
轟木羽人（とどろき はねと） / ハット
演 - 細田善彦
人気EXtuber（動画配信者）。債務者。相方の山田からの借金を踏み倒し、裁判の敗訴による債務支払い判決を無視したため、動産執行が行われる。通常非公開の動産差し押さえの様子を生配信しチャンネル登録を呼びかけたり、動産執行当日に債務を小銭で支払う、夜分に回収に来るよう告げるなど、小原や執行補助者に悪態をつく。
仲たがいして姿を見せなくなった山田が債務回収に現れないか期待していた。
山田史嗣（やまだ ふみつぐ） / ブケショ
演 - 内野謙太
轟木の元相方。債権者。轟木が裁判の判決に背き債務を支払わないため、彼の動産執行を申し立てる。
現在はネット塾で日本史の講師に転身している。
千住潤子
演 - 名越佳代
裁判長。山田から轟木への債権回収の提訴に、轟木は山田に金370万円を支払うよう判決を告げる。
藤川正志
演 - 紺野ふくた
山田の債権者代理人。債務者の驫木は意地汚い性格で、差し押さえを逃れるため財産を隠していると告げる。
山田早苗
演 - 宇佐美菜穂
山田のパートナー。山田とともに「わんわんステーション」を訪れ、保護犬を引き取る。

#### 第3話
矢上遼一
演 - 高橋光臣（学生時代：細田龍之介）
債務者。公団住宅の賃料不払いによる部屋の明け渡しと動産執行が行われるが、室内からしか解除できないドアロックを複数設置し入室を拒む。
明るい性格であったが、父親の死後、母親の介護のために時短勤務を申請するも断られ無職となりながら介護し、その母親も亡くなったことで誰にも連絡を取らなくなり、沢山の飼い猫と共に引きこもりとなっていた。
執行でベランダ越しに小原とひかりに部屋に入られるが病で伏せっており病院に連れていかれる。飼い猫たちは「わんわんステーション」に保護される。退院後、猫を引き取ろうとするが、猫を養える経済的余裕がないと判断され断られるものの、預かりボランティアを勧められ、いつか引き取れるようになるまで生活を立て直すよう励まされる。
矢上理那
演 - 横田美紀
遼一の従妹。遼一の動産執行の立ち合いを行う。
矢上公子
演 - 渡辺杉枝
遼一の母親。遼一が学生時代に寝たきりとなり、彼の介護を受けていたが亡くなってしまう。
田中勇也
演 - 成松修
公団住宅の債権者代理人。小原たちによる矢上遼一の動産執行に同行する。
猪川正明
演 - 鈴木秀人
電気工事業者「大江戸電気」の債権者代理人。パチンコ店「ブルドック」で行われる小原たちの動産執行に同行する。
塚原
演 - 山本栄司
「ブルドック」の従業員。営業終了後の深夜に小原が動産執行に現れたことに戸惑う。
中山壱郎
演 - 大堀こういち
「ブルドック」の会計責任者。電気工事代の未払いで「大江戸電気」から動産執行が申し立てられ、売上の現金を持っていかれると経営が立ち回らなくなると小原に土下座して泣きつくが、735万円の現金を回収される。
吉野かおり
演 - 阿南敦子（第4話）
ひかりの母親。ひかりが幼いころ、ぜんそくで服用した薬が効いてぐっすり寝ていたところ、仕事帰りに自宅が施錠されひかりを呼び出しても反応がなかったことから、彼女が発作で部屋で倒れているのではないかと焦り、団地の隣室のベランダ越しに自室に乗り込む。
現在は湯布院の温泉宿で働いている。

#### 第4話
山家佳菜江（やまえ かなえ）
演 - さとうほなみ
債務者。二人の娘を育てるシングルマザー。小原が借金の取り立て人と察して家に戻らず通り過ぎ、そのことを指摘されてもシラを切る。
1度待って欲しいと涙目で訴えるが、「デルタ商事」からの97万円の借入債務に基づく動産執行が行われる。
執行時、債務を必ず返済すると言っていたが一向に支払いが行われず、差し押さえ品の売却期限に訪問するともぬけの殻で、3日前に引越ししていたことが判明する。死別したと言っていた夫は4年前に離婚しただけで存命で、体調を崩した両親の面倒を見るために実家のある福島に帰ったという話も嘘であった。
逃亡した狛江市でも「日の丸クレジット」からの75万円の借入債務に基づく動産執行が執り行われ、差し押さえ品の売却期限の日、離婚して借金まみれになったことを嘆くが、親や兄弟に相談して債務を返済することを決意し、差し押さえ品の指輪を差し出す。小原から役所に相談し、社会福祉協議会の審査に通れば無担保で連帯保証人なしで低金利の借り入れができる可能性があると教えられる。税金が家事や家族のために働く人に還元されないことを小原に嘆いていた。
山家ミナ（やまえ ミナ）、山家ナナ（やまえ ナナ）
演 - 寺田藍月、佐藤恋和
佳菜江の娘たち。保育園児。犬を散歩させていたひかりに「犬のお姉さん」といって懐く。
下仁田賢治（しもにた けんじ）
演 - 葉山昴
ナナとミナが通う保育園の保育士。佳菜江は体調を崩した両親の面倒を見るため福島の実家に帰ったと教えるが、後に嘘であったことが判明する。
砥沢鍵吉（とざわ けんきち）
演 - 大朏岳優（第7話 - 最終話）
執行官補助者。鍵担当。譲吉の息子。LSK（Lock Smith Kenkichi）と呼んでくれという。
木滑誉夫（きなめり としお）
演 - 北山雅康（第5話）
古物商。佳菜江の差し押さえ品の売却期限に現れた、買い取り希望者。「花巻みらいクリニック」の競り売りにも参加している。
大原泰
演 - 渡辺哲
5年前、栗橋が銀行員時代に会った伝説の執行官。後輩の執行官たちに「老子」の本をプレゼントしていた。
野尻
演 - 井川哲也
5年前、栗橋が銀行員時代に債権者として対峙した工場の社長。大原の取り成しのおかげで1か月後には納得して工場を明け渡した。
落合
演 - 荒川浩平
5年前、銀行員時代の栗橋の上司。

#### 第5話
花巻利恵
演 - 野波麻帆（幼少期：水谷紗羅）
「花巻みらいクリニック」の医師。債務者。家業を継いだのに、動産執行が行われ、母の則子が今さら大学病院で働いてもらっていればよかったかとぼやいたため、憤る。
病院が入居するビルのオーナーからも家賃未払いで提訴され、小原から2か月後までに病院ビルの明け渡しを言い渡される。
病院ビル明け渡しでクリニック廃業後は横浜の総合病院に勤務するようになる。
花巻則子
演 - 田島令子
「花巻みらいクリニック」の看護師長。債務者。利恵と康介の母親。健吉の代で廃業して娘には大学病院で働いてもらっていればよかったとぼやく。クリニック廃業後は介護医療施設に勤務する。
花巻康介
演 - 松本実（幼少期：伊勢田琳太郎）
「花巻みらいクリニック」の事務長。債務者。利恵の兄。債権者「フィナンシャル信販」から医療器具代金の未払いで提訴されて動産執行が行われ、売却期限がきたため競り売りが行われる。動産執行や病院のビルの明け渡しを言い渡されたことから、父の健吉に昔大学受験に失敗し、医師になれなかったことをなじられる。
クリニック廃業後は、父の介護に専念。
花巻健吉
演 - 竜雷太
「花巻みらいクリニック」の院長。債務者。利恵と康介の父親。車イスで移動するなど介護が必要な状態で、第一線を退いている。
経費の掛けすぎで競り売りが行われたと家族と揉め、差押え品の絵画を取り戻そうと、貝田を競り売りに送り込んでいた。
病院ビルの明け渡しをごねたため、小原に社会のルールを守り、病院の矜持を守ることが医師として見せるべき姿と諭されると、患者が減り、家族からも疎まれて医者の誇りもあるかと嘆く。
しかし、小原の誇りのある執行官の働きぶりに自身を恥じ、そのことに気付かせてくれた小原に礼を述べる手紙を残し、最後は都や医師会に協議して入院患者を転院させ、病院ビルを明け渡す。
周平
演 - 小高三良
「花巻みらいクリニック」の入院患者。利恵が医師になり、クリニックはすっかり安泰だと則子に話しかける。
笹川
演 - 出口高司、渡辺利江子
15歳の老犬ラブをわんわんステーションから引き取る。
貝田寛治
演 - 永山たかし
競り売りの参加者。花巻健吉の依頼で木滑と競り合い、差押え品の絵画を取り戻そうとするが、小原に債務者の関係者と気付かれ、退場を命じられる。
福永福男
演 - 山下徳久
債権者代理人。株式会社「フィナンシャル信販」の依頼を受け、医療器具の代金が未払いの「花巻みらいクリニック」からの動産執行に立ち会う。
赤沢速人
演 - 南圭介
裁判官。入院患者がいて診療を続ける「花巻みらいクリニック」の明け渡しをどうすればよいか小原から相談を持ち掛けられる。

#### 第6話
佐久山伸司
演 - でんでん
孫娘の真琴と二人暮らしの老人。元小学校教員。保有するマンションを息子の稔が借金の担保に勝手に抵当に入れ、結果競売に出されたため、開札会場に乗り込んできて文句を言い、マンションに居座る。
知らなかったことにすれば何とかなると真琴に言い聞かせるが、明け渡しの強制執行が行われたため執行官室に乗り込み、血も涙もないのかと訴え自殺をほのめかすが、栗橋からマンションを競り落とした夫婦も困っていると指摘されると、さらに逆上して暴れ出した挙句、腰を痛めてダウンする。最後はまじめなものが損をすると観念し、明け渡しに応じ、競り落とした鶴瀬夫婦にマンションの温水に不具合があり熱湯が出る時があるなど助言し、立ち退きに応じなかったことを謝罪する。立ち退き後は栗橋に紹介された借り上げ社宅のあるNPO法人で無料塾の教師を務める。
佐久山真琴
演 - 毎田暖乃
伸司の孫娘。忠太郎という犬を飼っている。父親が借金を作ると継母が異母弟のみを連れて家出したため、祖父の伸司の元に身を寄せる。
しかしマンションを競売で競り落とされ明け渡し命令が下り、行き場所がなくなることに困惑する。
後日、継母から一緒に住もうと連絡があったが、祖父と一緒にいようと考え、その申し出を断る。
鶴瀬良樹
演 - 宮崎秋人
マンション競売の競りに参加した男性。入札額2803万円で競り落とすが、佐久山が居座ったため、不動産引き渡し命令の執行を申し立てる。
鶴瀬芽衣
演 - 沢井美優
良樹の妻。妊娠している。競り落としたマンションに佐久山が居座っていることに困惑する。
長窪頼子
演 - 千葉雅子
桂十郎の母。見合い話を桂十郎に勧めるが、彼からひかりと結婚すると嘘をつかれると、それは神様が決めることと怒り出す。
宗教にのめり込み過剰な献金などで揉め、夫とは離婚している。桂十郎の見合い相手も宗教がらみ。
真琴の担任教師
演 - 若松俐歩
祖父の伸司が裁判所で腰を痛めてダウンしたことを真琴に伝える。
書記官
演 - 佐藤まんごろう
東京地方裁判所 南目黒支部所属。鶴瀬夫妻が落札した不動産競売の開札期日を担当した。

#### 第7話
土山次郎
演 - 波岡一喜
消費者金融「タンタンファイナンス」の部長。債務者・朽木茂雄への執行に同行するが、茂雄が不在で小原が執行不能と判断したことに憤る。
鹿山田順彌（しかやまだ じゅんや）
演 - 山内圭哉
「鹿山田ビル」の社長。ビルの2階を借りている「タンタンファイナンス」が賃料の滞納やボヤ騒ぎを起こしたことから、追い出すために2階への電気の供給を止めてしまう。
朽木睦子
演 - 舟木幸
小原が執行を担当する債務者・朽木茂雄の妻。夫は家を出て行方が分からないと小原に告げる。
タクミ、ミツキ
演 - 木村聖哉、佐藤結良
高校生。通学路の多頭飼育の家で、犬が虐待や飼育放棄されているのではないかと心配し「わんわんステーション」へ通報する。
横沢竜也
演 - 今里真
「タンタンファイナンス」の代理人弁護士。「タンタンファイナンス」の賃料滞納やボヤ騒ぎで、貸主の「鹿山田ビル」が部屋を貸さないと告げ電気の供給を止めたため、裁判所に訴え、3日以内に電気を供給しなくてはならない仮処分命令が下されるが、電気の供給を再開しないため、「鹿山田ビル」に電気を供給する執行を南目黒支部執行官室に申し立てる。
諏訪幸作
演 - 小倉蒼蛙
執行補助者。電気工事担当。「タンタンファイナンス」への電気供給の執行の際、電気室の復旧作業のため同行する。

石狩、飯塚
演 - 中田健太郎 、沖原一生
鹿山田の手下。「タンタンファイナンス」への電気の供給のためビルの屋上の電気室にやって来た小原たちを、追い返そうとする。
柳川、苅田
演 - 兒玉宣勝、長谷川ティティ
南八雲署の制服警官。栗橋の通報で、債権者「タンタンファイナンス」の債務者「鹿山田ビル」への電気供給の執行に駆け付ける。

#### 第8話
白河杏奈（しらかわ あんな）〈19〉
演 - 幸澤沙良
慶清理科大学の学生。債務者。信販会社ジャパンクレジットへの返済が滞り支払い督促に基づき動産執行される。
母には女子大生は物入でお金がかかると言っていたが、実際は大学内で横行している投資詐欺に遭っていた。
動産執行で追い詰められ、利息代わりに性的行為を要求すると噂のある個人間融資の掲示板「ちょぴっと融資」を学友の凛々子から紹介される。
「ちょぴっと融資」で借金しようとするが、先方の男性から援助交際を呼びかけられ怯えて顔色が悪くなっていたところを通りがかったひかりに声をかけられる。また、弁護士などに助けを求めたほうがよいと諭され、動物には素直になれた経験から「わんわんステーション」を紹介される。
その後、「ちょぴっと融資」の男性から写真付きの身分証明書を持った下着姿の写真を融資の担保に要求され送りそうになるが、ちょうど母親が帰宅したことで思い留まる。
母に無理を言って大学に進学したため学費を家庭教師のバイト等で稼ごうとしたが負担が大きく、韮崎の投資話に乗ったことをひかりに打ち明け、大学や警察に相談しマルチ商法の摘発に繋がる。
白河登和子（しらかわ とわこ）
演 - 筒井真理子
杏奈の母親。娘の借金を知り当初は信じなかったものの、帰宅した杏奈が逃げ出したので、事実を受け入れ動産執行に応じる。
マドカ
演 - 粟野咲莉
家庭教師のアルバイトをする杏奈の教え子。
韮崎旬
演 - 市川理矩
大学の杏奈の先輩。杏奈に薦めた投資の配当がないため、彼女から資金の返済を求められるが絶対に利益が出るとは言っていないと返済を拒み、さらに別の暗号資産への投資を呼びかけ、その資金のために学生ローンを組ませようとする。
藤澤凛々子
演 - 木村葉月
杏奈の学友。韮崎の投資話は詐欺だと杏奈に教え、個人間融資の掲示板「ちょぴっと融資」を紹介する。
立花優香
演 - 星野芽生
債務者。小原が動産執行に彼女のマンションに赴き、返事がないため譲吉に開錠してもらい入室するが、風呂上りの半裸状態で小原と遭遇したことから彼に水をかけて追い返してしまう。
ジャパンクレジット社員
演 - 辻川慶治
ジャパンクレジットを訪ねた杏奈たちの応対をする。
岩沼亨
演 - 両角周
「ちょぴっと融資」で杏奈に個人間融資の名目でいかがわしい行為を要求し金を貸そうとする。しかし、ひかりと小原にそれは貸金業法違反の犯罪行為であると断罪される。
公園で遊ぶ子供
演 - 加藤叶和、大野りりあな
公園で一輪車の取り合いでケンカする。
清川淳也
演 - 鯨井康介
栗橋の旧友。弁護士。司法浪人の栗橋に司法試験の問題集を渡す。

#### 最終話
興津凪咲（おきつ なぎさ）
演 - 佐津川愛美
大輔の妻。債務者。娘の碧唯と愛犬ショコラを連れ、黙って家を出てしまった夫の大輔に対し、「子の引き渡し」を求める仮処分を申し立てる。
夫・大輔のトレーダー転身で娘の碧唯を保育園に預けペットフードの営業に再就職し、夫と家事分担して仕事を頑張り主任になるが、忙しくなったため碧唯と過ごす時間が減ってしまった。
そんな中、大輔が碧唯を連れて家出し、母のいる港区の実家に行ってしまったので家庭裁判に訴え、子の監護者と認められ大輔は碧唯を引き渡すよう命じられるが不服を申し立てられ、上告した高等裁判所も家裁の判決を支持したが、それでも大輔が碧唯を引き渡さなかったため、「子の引き渡し」を求める仮処分を申し立てるに至った。
碧唯にとっては大輔も大切な父親なので、「子の引き渡し」執行を大輔への恨みを晴らす手段にしないでほしいとひかりからお願いされ、碧唯にとって悪い父親ではなかったと謝罪し、大輔とじっくり話し合い、離婚しても碧唯にとっていい両親でいようと約束する。
興津大輔（おきつ だいすけ）
演 - 福士誠治
凪咲の夫。IT会社勤務であったが、2年前専業トレーダーになると言って急に会社を退職するが、トレーダーとは名ばかりでほとんど収入がなく、家事の分担や収入について凪咲と口論になり5カ月前に別れ話に発展し、碧唯と愛犬を連れて家を出てしまう。凪咲の訴えが認められ家庭裁判所から碧唯を引き渡すよう判決が出たが不服を申し立て上告したものの、高等裁判所も家裁の判決を支持したが、自分から引き渡したと娘に思われたくないため判決を無視していた。
「子の引き渡し」が執行されれば引き渡すと、自らの代理人を通じて妻の代理人弁護士の串木田に伝えていたが、いざ執行が始まると碧唯は凪咲に会いたがっていないと告げ引き渡しを拒否する。
しかし再度「子の引き渡し」が執行されると碧唯が母・凪咲に会いたがっている気持ちがあることを明かしたため、これ以上引き留めることは無理と観念し、凪咲が後から来ると嘘をついていたことを謝り、凪咲のもとに行っても「ずっと大好きだよ」と告げて、碧唯を引き渡す。
興津碧唯（おきつ あおい）
演 - 小野井奈々
凪咲と大輔の娘。「子の引き渡し」の執行でひかりから母・凪咲のことを聞かれると「ママにぎゅーってしたい」と凪咲に会いたい気持ちを明かす。
興津弥枝
演 - かとうかず子
大輔の母親。大輔と碧唯は港区の実家に戻って来たと凪咲に連絡してくるが、「子の引き渡し」が執行されると凪咲に「碧唯の気持ちを考えたことがあるのか」と告げ、大輔に加勢して碧唯の引き渡しを阻止する。
串木田克子
演 - 堀内敬子
凪咲の代理人弁護士。
草野みどり
演 - 真下有紀
家裁調査官OG。興津大輔に対する娘・碧唯の「子の引き渡し」執行に執行補助者として同行し、碧唯の遊び相手になって、両親のことをどう思っているか探りを入れる。

## スタッフ
- 原案 - 小川潤平『執行官物語』[1]
- 脚本 - 大森美香[1]
- 音楽 - 得田真裕[1]
- 主題歌 - SEKAI NO OWARI「ROBO」（ユニバーサル ミュージック）[71]
- 執行監修 - 加藤彰、宮本英一
- 法律監修 - 岡本直也[72]
- 鍵監修 - 寺本龍次[73]
- ゼネラルプロデューサー - 横地郁英（テレビ朝日）[1]
- プロデューサー - 川島誠史（テレビ朝日）、菊池誠（アズバーズ）[1]
- 演出 - 田村直己（テレビ朝日）、星野和成、高橋貴司[1]
- 制作協力 - アズバーズ[1]
- 制作著作 - テレビ朝日[1]

## 放送日程
| 各話                                                                        | 放送日  | サブタイトル                   | 演出     | 視聴率 |
| --------------------------------------------------------------------------- | ------- | ------------------------------ | -------- | ------ |
| CASE1                                                                       | 7月04日 | 新しいお仕事ドラマ開幕!!       | 田村直己 | 9.6%   |
| CASE2                                                                       | 7月11日 | 迷コンビ始動!!                 | 田村直己 | 8.7%   |
| CASE3                                                                       | 7月18日 | 差し押さえ品が語る亡き母の愛!! | 星野和成 | 9.2%   |
| CASE4                                                                       | 8月01日 | 美人ママは大ウソつき!?         | 星野和成 | 7.5%   |
| CASE5                                                                       | 8月08日 | 大病院を強制執行!!             | 田村直己 | 7.7%   |
| CASE6                                                                       | 8月15日 | 激安!競売マンションの罠!?      | 星野和成 | 6.8%   |
| CASE7                                                                       | 8月22日 | ビルの屋上で任侠バトル!?       | 高橋貴司 | 6.8%   |
| CASE8                                                                       | 9月05日 | 借金地獄の女子大生を救え!      | 星野和成 | 8.2%   |
| LAST CASE                                                                   | 9月12日 | 子の連れ去り…涙の奪還作戦!     | 田村直己 | 7.8%   |
| 平均視聴率 8.0%（視聴率はビデオリサーチ調べ、関東地区・世帯・リアルタイム） |         |                                |          |        |

- 初回は21時 - 22時の6分拡大放送[84]。
- 第6話は『FIBAバスケットボールワールドカップ2023 直前強化試合  日本× アンゴラ』に伴い10分繰り下げ、21時10分 - 22時4分に放送された[85]。
- 7月25日は『世界水泳福岡2023 競泳決勝　第3日』中継のため放送休止。
- 8月29日は『FIBAバスケットボールワールドカップ2023 1次ラウンド  日本× オーストラリア』中継のため放送休止。
- 見逃し配信はTVerとTELASA、Netflixにて行われている[86][87]。

## 評価
- MIPCOM BUYERS' AWARD for Japanese Drama 2023 ノミネート